# Patellapis striata
Patellapis striata là một loài Hymenoptera trong họ Halictidae. Loài này được Pauly mô tả khoa học năm 1989.